# Outta My Head (canção)
"Outta My Head" é uma canção gravada pela cantora britânica Leona Lewis. Está presente em seu segundo álbum de estúdio, Echo (2009).
A canção estava cotada para ser o terceiro single oficial do álbum, porém, nada foi revelado. A canção recebeu destaque por sua produção e incorporação do synthpop e eletrônico.

## Produção

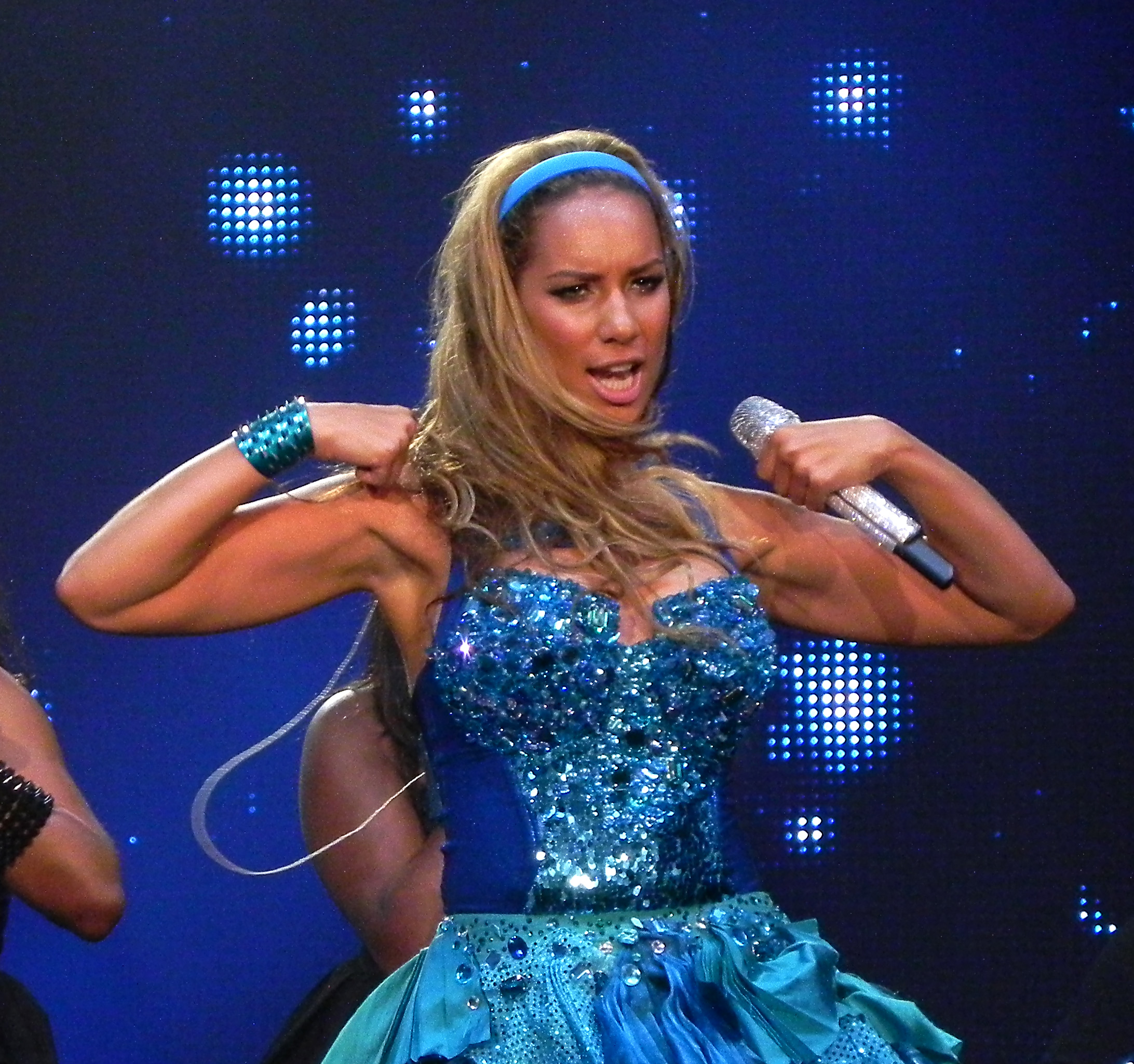
Leona performando "Outta My Head" na turnê The Labyrinth, em 2010

"Outta My Head" foi produzida por Max Martin, responsável pelos sucessos "Hot n Cold" de Katy Perry e "Say Ok" de Vanessa Hudgens e Shellback, compositor de "If U Seek Amy" de Britney Spears e "So What" de P!nk.

## Paradas musicais
| Paradas                               | Posições |
| ------------------------------------- | -------- |
| Eslováquia (IFPI Slovenská Republika) | 98       |